# Arrondissement di Saint-Girons
L'arrondissement di Saint-Girons è un arrondissement dipartimentale della Francia situato nel dipartimento dell'Ariège, nella regione Occitania.

## Storia
Fu creato nel 1800 sulla base dei preesistenti distretti.

## Composizione
L'arrondissement è composto da 82 comuni raggruppati in 6 cantoni:
- cantone di Castillon-en-Couserans
- cantone di Massat
- cantone di Oust
- cantone di Saint-Girons
- cantone di Saint-Lizier
- cantone di Sainte-Croix-Volvestre